# Sympetrum fonscolombii
Espèce
Statut de conservation UICN

 LC  : Préoccupation mineure
Le sympétrum à nervures rouges (Sympetrum fonscolombii) est une des nombreuses espèces de libellules du genre Sympetrum.

## Description et caractéristiques
Les adultes matures rouges (mâles) ou jaunes (femelles) présentent de belles couleurs saturées (voir photos).
Les jeunes sont plus discrets, verdâtres avec des rayures noires sur le thorax et l'abdomen, avant que leurs couleurs définitives ne se développent pleinement.
L'extrémité des ailes de cette espèce est caractérisée par de petits pterostigmas colorés, bordés de noir, qui permettent de la distinguer de Sympetrum striolatum.
Confusion possible avec Sympetrum striolatum.

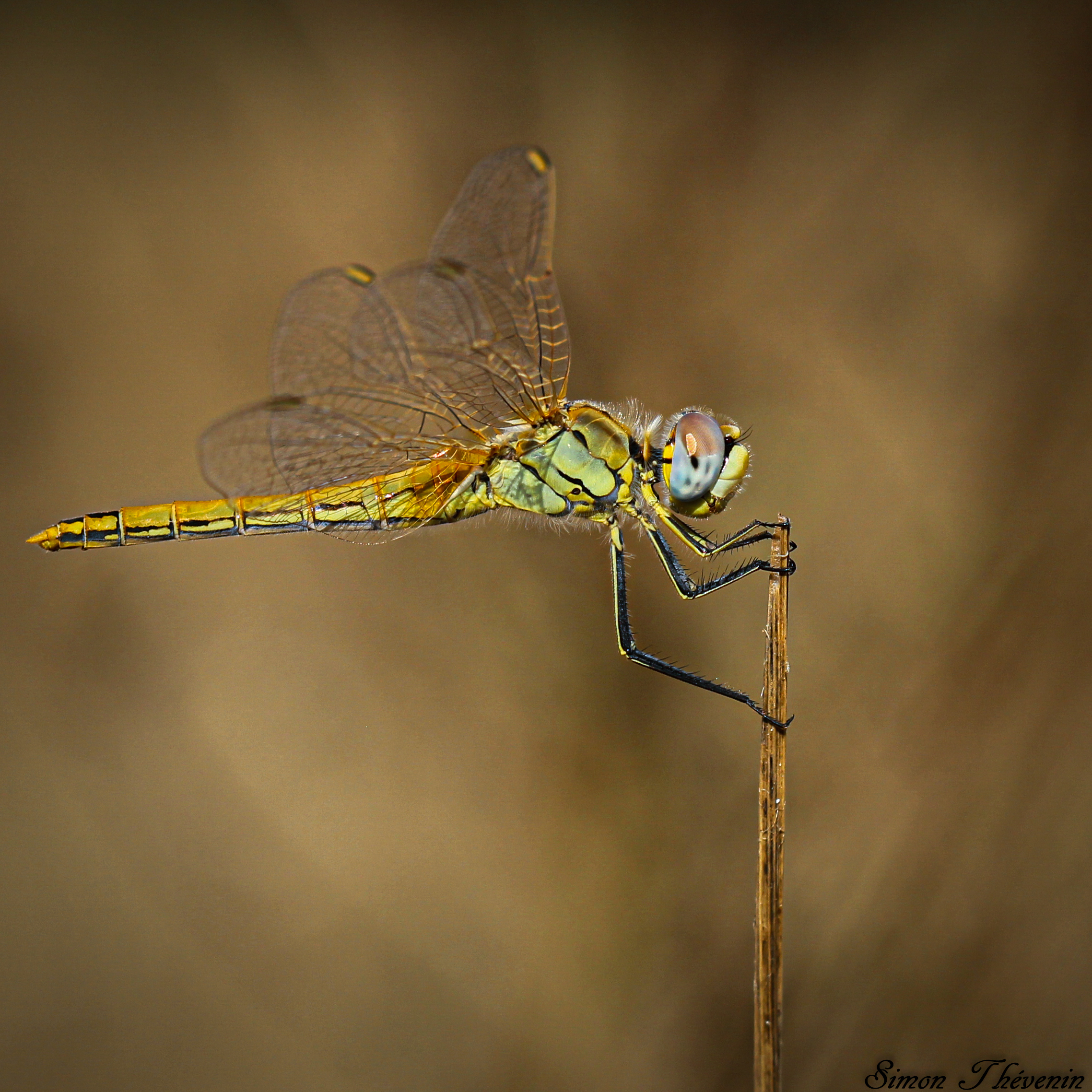
Sympetrum fonscolombii femelle de profil, à Rognes.

## Habitat et distribution
Autrefois commune dans les zones humides du sud de l'Europe, elle est de plus en plus fréquemment trouvée en Europe du nord-ouest à partir des années 1990, dont en Grande-Bretagne et en Irlande, peut-être en raison du réchauffement climatique.

## Comportement
S. fonscolombii appartient à la famille des Libellulidae, qui sont d'habiles et puissants voiliers.
Ils vont souvent se percher sur des roseaux, d'où ils s'élancent pour capturer leurs proies.

## Dangers, menaces, état des populations
Elle est localement menacée par les insecticides et la régression, destruction, fragmentation écologique et eutrophisation des zones humides.

## Galerie d'images

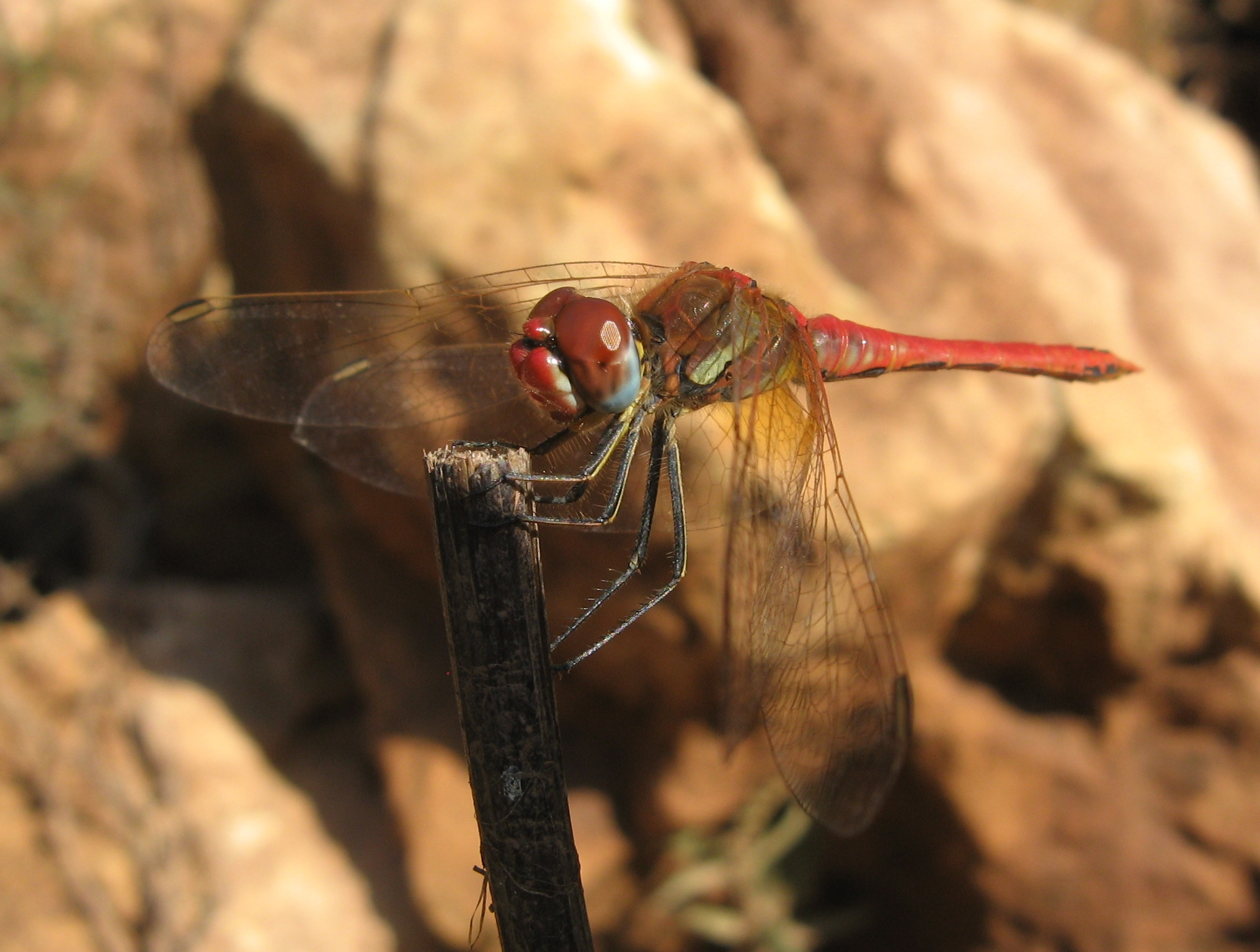
Mâle (Algendar gorge, Menorca).
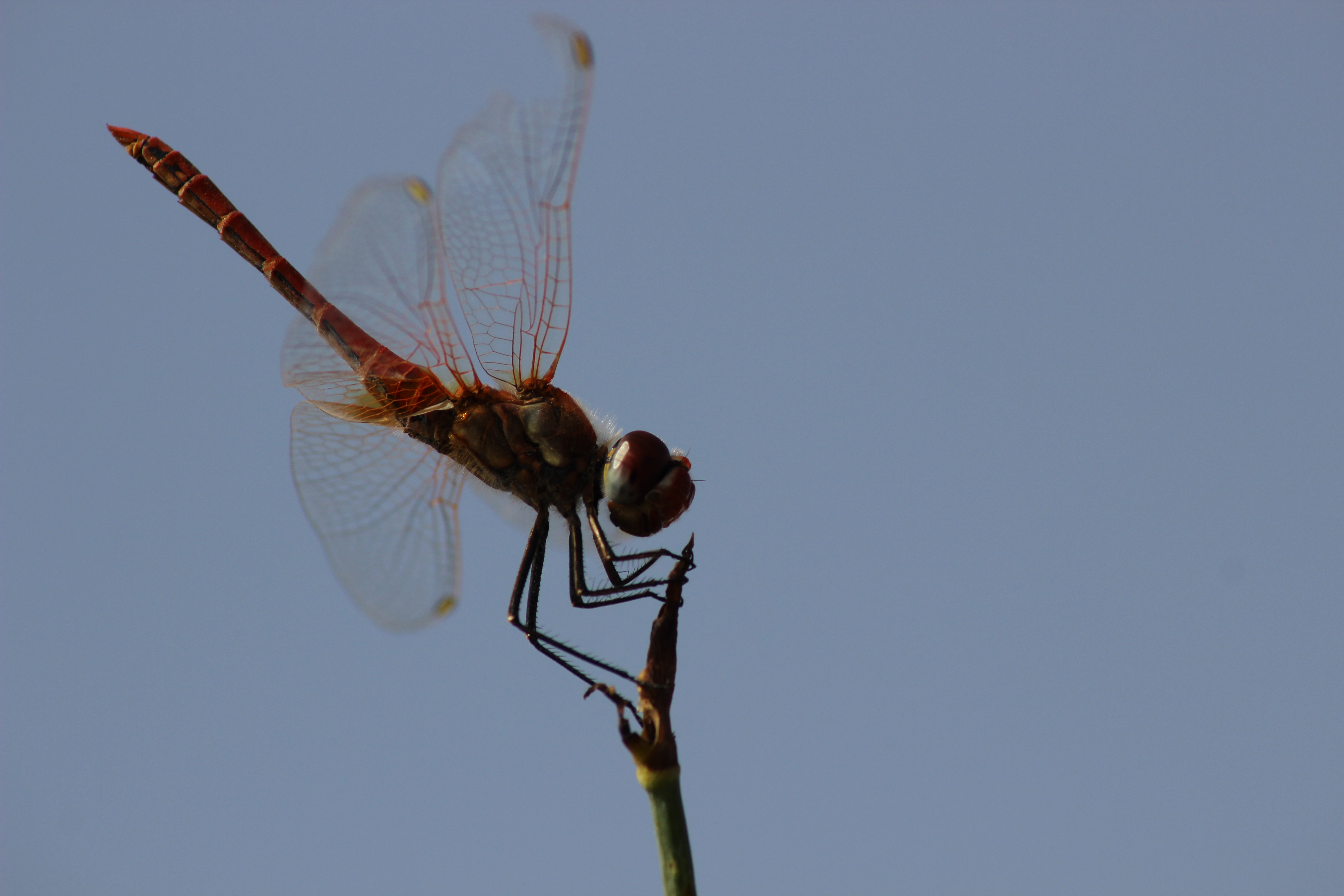
Mâle (Catalogne).
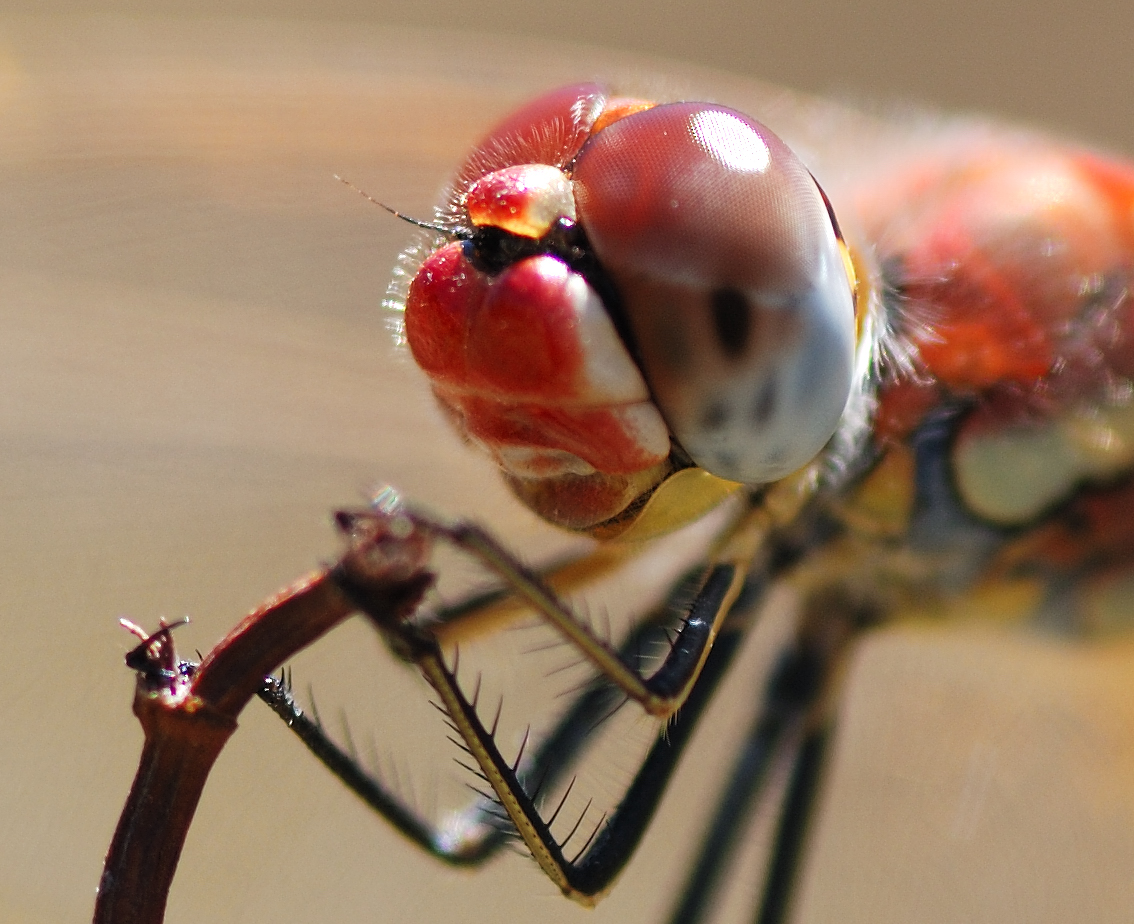
Masque du mâle.
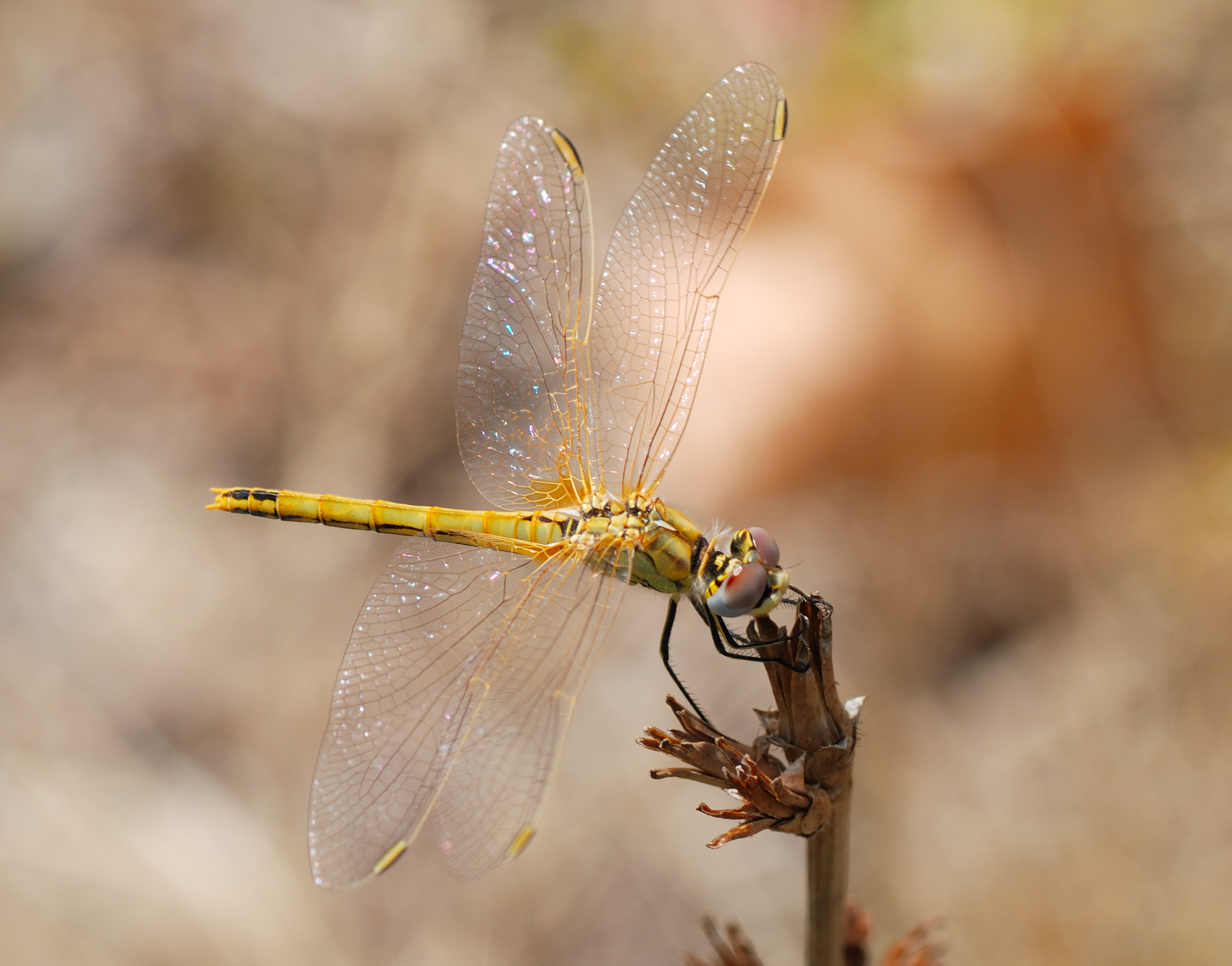
Femelle - corps jaune.

## Taxinomie
Le Sympétrum à nervures rouges a été décrit sous le protonyme Libellula fonscolombii par l'entomologiste belge Edmond de Sélys Longchamps, en 1840, en l'honneur de l'entomologiste français Étienne de Fonscolombe.
Son nom scientifique est parfois orthographié fonscolombei au lieu de fonscolombii, l'orthographe correcte initialement donnée par Sélys,.

## Publication originale
- Sélys Longchamps, de, E. 1840. Monographie des libellulidées d'Europe. [Libellula fonscolombii, p. 39], Librairie Roret, 220 pages, Paris.